# Kolonia Strzegocin
Kolonia Strzegocin [pronunciación en polaco: /kɔˈlɔɲUn stʂɛˈɡɔt͡ɕen/] es un Asentamiento ubicado en el distrito administrativo de Gmina Kutno, dentro del Distrito de Kutno, Voivodato de Łódź, en Polonia central. Se encuentra aproximadamente a 8 kilómetros al sur de Kutno y a 44 kilómetros al norte de la capital regional Łódź.